# Vlerick Business School
Vlerick Business School (voorheen Vlerick Leuven Gent Management School) is een Belgische instelling voor postuniversitair onderwijs, ontstaan uit een samengaan van de Vlerick School voor Management van de Universiteit Gent en de MBA-opleiding van de Katholieke Universiteit Leuven, in 1999. Ze beschikt over een campus in Gent, één in Leuven, één in Brussel en één in Peking (China).

## Geschiedenis
In 1953 stichtte André Vlerick het Seminarie voor Productiviteitsstudie en -Onderzoek onder de vleugels van de toenmalige Rijksuniversiteit Gent. Hij baseerde zich op de Amerikaanse business schools, richtte zich in eerste instantie naar de topmanagers en betrok later ook het middenmanagement erbij. Als derde stap wilde hij een postuniversitaire opleiding bieden.
Na het opstarten van een opleiding industrieel beheer in 1955, die specifiek gericht was op ingenieurs, startte in 1959 de opleiding PUB: Postuniversitair programma in Bedrijfsbeheer, die openstond voor alle universitaire vooropleidingen. Doel was om afgestudeerde academici klaar te maken voor een middelmanagementfunctie in het Belgische bedrijfsleven.
In 1968 startte de faculteit van de Economische en Toegepaste Economische Wetenschappen van de ongespliste Katholieke Universiteit Leuven (nu Faculteit Economie en Bedrijfswetenschappen, KU Leuven) haar MBA-programma.
In 1972 werd in Gent het programma JMP toegevoegd, een Junior Management Programme, specifiek gericht op jonge mensen met minstens 3 jaar relevante ervaring, en deze opleiding was gespreid over 3 jaar (parttime).
In 1983 werden alle managementopleidingen te Gent gecentraliseerd in het Instituut Professor Vlerick voor Management. Tevens trok André Vlerick zich terug uit de actieve leiding van deze opleidingen. Professor Roland Van Dierdonck werd de eerste decaan van de school.
In 1988 werd de naam van de school te Gent gewijzigd in Vlerick School voor Management.
In 1992 verhuisde de school van universiteitsgebouwen naar de UCO-toren, waar ze tot 2003 zou blijven.
In 1998 werd het Vlerick instituut officieel losgekoppeld van de Universiteit Gent, wat vooral een grotere autonomie gaf aan de school. Een jaar later ging Vlerick in zee met de MBA-opleiding van de Katholieke Universiteit Leuven, en werd de Vlerick Leuven Gent Management School gesticht.
In 2003 verhuisde de school opnieuw, nu naar het 12.000 m² Grootseminarie aan de Reep in de Gentse binnenstad. De volgende jaren werden ook de gebouwen van de school aan de Vlamingenstraat te Leuven gerenoveerd.
In 2007 nam de school de business school ISM uit Sint-Petersburg over. Ook gaf Professor Van Dierdonck de leiding van de school door aan de Zweed Anders Aspling. Deze nam echter begin 2008 ontslag als decaan om persoonlijke redenen en werd in september 2008 opgevolgd door Professor Philippe Haspeslagh.
In 2012 werd de instelling omgedoopt tot Vlerick Business School.
In 2013 werd de Brusselse campus geopend, in het Manhattan Center gebouw (Sint-Joost-ten-Node).
Vlerick beschouwt zichzelf als de oudste businessschool van Europa,, maar is anno 2018 juridisch gezien de meest recente van België.

## Accreditatie
De Vlerick Business School is geaccrediteerd door 3 internationale labels die garant staan voor de kwaliteit van de geboden opleiding: EQUIS, AMBA en AACSB.

## Internationale ranglijst
In de internationale rangschikkingen van de Financial Times haalde Vlerick een 16e plaats (1e in België) in de categorie European Business schools (2011), een 41e plaats (1e in België) in Executive Education (2012), een 35e plaats (3e in België) in de Masters in Management (2011) en een 26e plaats in Masters in Finance (2012).

## Programma's
Masters programma's
- Masters in General Management: eenjarig voltijds postuniversitair programma gericht op algemeen management.
- Masters in Marketing & Digital Transformation: eenjarig voltijds postuniversitair programma gericht op (digitale) marketing en commercieel beheer.
- Masters in Financial Management: eenjarig voltijds postuniversitair programma gericht op financieel beheer.
- Masters International Management & Strategy: eenjarig voltijds postuniversitair programma gericht op algemeen management met een internationale dimensie, gecombineerd met inzichten in bedrijfsstrategie.
- Masters in Innovation & Entrepreneurship: eenjarig voltijds postuniversitair programma gericht op algemeen management met een specialisatie in entrepreneurship & innovatie.

MBA programma's
- "International MBA programme": opleiding voor mensen met minimaal 3 jaar ervaring, zowel in voltijdse eenjarige opleiding als in een deeltijdse tweejarige opleiding.
- "MBA in Financial Services and Insurance": parttime opleiding specifiek voor de financiële en verzekeringssector.

## Opleidingen
Naast de vaste programma's worden tal van opleidingen georganiseerd. Deze bewegen zich in de volgende domeinen:
- Boekhouding en financieel beheer
- Algemeen beheer
- Informatiebeheer (ICT)
- Innovatiebeheer
- Personeelsbeheer
- Commercieel beheer en marketing
- Productie en logistiek
- Diensten en gezondheidssector
- Marketing
- Sales

Ook worden tal van bedrijfsspecifieke opleidingen georganiseerd, in de betrokken bedrijven of op de campus van de school.

## Vlerick Award
Sinds 2001 kennen de alumni van de school jaarlijks een prijs toe. Criteria voor deze prijs zijn geïnspireerd op de stichter van de school, en dus moeten de kandidaten uitblinken in academische, zakelijke en wetenschappelijke domeinen.
De erelijst:
- 2001: Karel Van Miert
- 2002: Paul De Keersmaeker
- 2003: Jean-Luc Dehaene
- 2004: Peter Piot
- 2005: Catherine Verfaillie
- 2006: Jeanne Devos
- 2007: Patrick De Maeseneire
- 2008: Hein Deprez en Gabriel Fehervari
- 2009: Herman Van de Velde
- 2010: Vic Swerts
- 2011: Bert De Graeve
- 2012: Hedwig De Meyer
- 2014: Michel Moortgat
- 2015: Alain Bernard, CEO van DEME
- 2016: Françoise Chombar, CEO van Melexis
- 2017: Marleen Vaesen, CEO van Greenyard
- 2018: Lieve Mostrey, CEO van Euroclear
- 2019: Conny Vandendriessche, co-founder Accent Jobs

## Alumni
Naar het voorbeeld van de bekende Amerikaanse en Europese Business Schools heeft ook deze school een netwerk van alumni opgebouwd. De alumnivereniging wordt ook betrokken bij het algemeen beleid van de school. Er zijn ruim 17 000 alumni van de school, die actief zijn in meer dan 100 landen.
Invloedrijke alumni zijn onder andere:
- Marc Coucke, medeoprichter van Omega Pharma
- Luc De Bruyckere, voormalig CEO van vleeswarenbedrijf Ter Beke en voormalig voorzitter van Voka
- Bart Verhaeghe, oprichter van Uplace en lid van de raad van bestuur bij Club Brugge
- Michèle Sioen, CEO van Sioen Group Industries en voorzitter van het VBO
- Kris Peeters, Belgisch politicus voor de CD&V
- Marc Mortier, CEO van Flanders Expo van bij de oprichting in 1986 - 2002 en lid van de raad van bestuur van KAA Gent